# Боливийский саймири
Боливийский саймири (лат. Saimiri boliviensis) — вид приматов семейства цепкохвостых обезьян, обитающих в Южной Америке.

## Описание
Вес взрослого животного составляет в среднем 992 г для самцов и 751 г для самок. Шерсть серая, макушка и кончик хвоста чёрные. Конечности рыжеватые.

## Распространение
Обитают в Боливии, Бразилии и Перу.

## Образ жизни
Дневное животное, проводящее большую часть времени в кронах деревьев. Проводит 75—80 % времени в поисках пропитания. Питается в основном фруктами и насекомыми. Образует крупные группы до 100 животных (обычно от 20 до 75).

## Размножение
Сезон размножения совпадает с сухим сезоном. Самка приносит потомство ежегодно. В помёте обычно один детёныш.

## Классификация
Выделяют два подвида:
- Saimiri boliviensis boliviensis
- Saimiri boliviensis peruviensis